# Bloch: Silbergraue Augen
Silbergraue Augen ist ein deutscher Fernsehfilm von Marcus O. Rosenmüller aus dem Jahr 2003. Es ist die vierte Episode der Fernsehreihe Bloch.

## Handlung
In Silbergraue Augen, der vierten Episode der TV-Reihe Bloch, behandelt der Psychotherapeut Dr. Maximilian Bloch den jungen Daniel Claussen, der von schweren psychischen Problemen geplagt wird. Daniel leidet nicht nur unter körperlichen Symptomen wie Lähmungserscheinungen und Sehstörungen, sondern hat auch eine tiefsitzende Angst, dass er alle Frauen, die er liebt, umbringen wird. Diese Überzeugung führt auf den Tod seiner Mutter zurück, für den er sich verantwortlich fühlt.
Daniel hat sich in Vera verliebt, die Verlobte seines Vaters, Claus Claussen, was seine inneren Konflikte noch weiter verschärft. Daniel sieht seinen Vater als distanziert und emotionslos, und obwohl Bloch versucht, mehr über die familiären Beziehungen zu erfahren, stößt er bei Claus auf Ablehnung. Daniels Großmutter Mia gibt Bloch jedoch wertvolle Hinweise auf die problematische Kindheit des jungen Mannes. Sie erzählt, dass Daniels Mutter sich aus Verzweiflung über ihren Mann das Leben genommen hat, als Daniel erst fünf Jahre alt war.
Im Verlauf der Therapie wird deutlich, dass Daniels Wahnvorstellungen und Ängste tiefer verwurzelt sind, als zunächst angenommen. Als Bloch schließlich Zugang zu Daniels innerer Welt bekommt, erfährt er, dass Daniel eine lebensgroße Puppe besitzt, die er als Ersatz für seine Mutter betrachtet. Dies verstärkt Blochs Befürchtung, dass Daniel auf eine gefährliche Tragödie zusteuert.
Am Ende des Films kommt es zu einer dramatischen Eskalation. Bloch verfolgt Daniel in einer verzweifelten Suche nach ihm, da er befürchtet, Daniel könnte seine destruktiven Gedanken in die Tat umsetzen. Die Geschichte endet offen, aber mit einer düsteren Note, da Bloch erkennt, dass Daniel eine tiefe innere Transformation durchgemacht hat, die nicht zwangsläufig in eine gute Richtung führen muss.

## Produktion
Silbergraue Augen ist ein deutscher Fernsehfilm aus dem Jahr 2003 unter der Regie von Marcus O. Rosenmüller. Es handelt sich dabei um die vierte Episode der TV-Reihe Bloch, die sich um den Psychotherapeuten Dr. Maximilian Bloch dreht, gespielt von Dieter Pfaff. In dieser Episode behandelt Bloch den jungen Daniel Claussen, der von der Angst geplagt wird, er könnte alle Frauen, die er liebt, töten – angefangen bei seiner Mutter, von deren Tod er glaubt, verantwortlich zu sein.
Der Film thematisiert Daniels Wahnvorstellungen und seine komplexe familiäre Situation, vor allem die problematische Beziehung zu seinem Vater und die traumatische Erinnerung an den Tod seiner Mutter. Bloch versucht, Daniels tief verwurzelte psychischen Konflikte zu verstehen und ihm zu helfen, bevor seine Ängste zu einer Katastrophe führen.
"Silbergraue Augen" wurde im Rahmen der ARD-Reihe "FilmMittwoch im Ersten" ausgestrahlt und erhielt lobende Kritiken, besonders für seine intensive und psychologisch tiefgründige Handlung.

## Kritik
Die Kritiker der Fernsehzeitschrift TV Spielfilm vergaben dem Film die bestmögliche Wertung, sie zeigten mit dem Daumen nach oben und fanden, er sei „eine mitunter drastische Therapie-‘Sitzung’ und nichts für Sensibelchen“. Sie konstatierten: „Bloch meint: "Die Seele ist ein Haufen Mist." Ja!“.